# Ачуа (Сату Маре)
Ачуа (рум. Aciua) насеље је у Румунији у округу Сату Маре у општини Поми. Oпштина се налази на надморској висини од 146 m.

## Становништво
Према подацима из 2002. године у насељу је живело 169 становника, од којих су сви румунске националности.